# Polyp mũi
Polyp mũi là sự tăng trưởng không ung thư trong mũi hoặc xoang. Các triệu chứng bao gồm khó thở bằng mũi, mất cảm giác mùi, giảm hương vị, nhỏ giọt sau mũi và chảy nước mũi. Sự tăng trưởng giống như sac, di chuyển và không mềm, mặc dù đôi khi đau mặt có thể xảy ra. Chúng thường xảy ra ở cả hai lỗ mũi ở những người bị ảnh hưởng. Biến chứng có thể bao gồm viêm xoang và mở rộng mũi.
Nguyên nhân chính xác là không rõ ràng. Chúng có thể liên quan đến viêm mãn tính của niêm mạc xoang. Chúng xảy ra phổ biến hơn ở những người bị dị ứng, xơ nang, nhạy cảm với aspirin hoặc nhiễm trùng nhất định. Polyp chính nó đại diện cho sự phát triển quá mức của màng nhầy. Chẩn đoán có thể xảy ra bằng cách nhìn lên mũi. Chụp CT có thể được sử dụng để xác định số lượng polyp và giúp lên kế hoạch phẫu thuật.
Điều trị thường là bằng steroid, thường ở dạng xịt mũi. Nếu điều này không hiệu quả, phẫu thuật có thể được xem xét. Tình trạng thường tái phát sau phẫu thuật; do đó, tiếp tục sử dụng thuốc xịt mũi steroid thường được khuyến cáo. Thuốc kháng histamine có thể giúp giảm triệu chứng nhưng không làm thay đổi căn bệnh tiềm ẩn. Kháng sinh không cần thiết để điều trị trừ khi nhiễm trùng xảy ra.
Khoảng 4% số người hiện có polyp mũi trong khi có tới 40% số người phát triển chúng tại một số thời điểm trong đời họ. Chúng thường xảy ra sau tuổi 20 và thường gặp ở nam nhiều hơn nữ. Polyp mũi đã được mô tả từ thời của người Ai Cập cổ đại.

## Dấu hiệu và triệu chứng
Các triệu chứng của polyp bao gồm nghẹt mũi, viêm xoang, mất cảm giác mùi, chảy nước mũi dày, áp lực mặt, nói mũi và thở bằng miệng. Viêm xoang tái phát có thể là kết quả của polyp. Polyp mũi dài hạn có thể gây ra sự phá hủy xương mũi và mở rộng mũi.
Khi polyp phát triển lớn hơn, cuối cùng chúng sẽ tăng sinh vào khoang mũi dẫn đến các triệu chứng. Các triệu chứng nổi bật nhất của polyp mũi dẫn đến tắc nghẽn đường mũi.
Những người bị polyp mũi do không dung nạp aspirin thường có các triệu chứng được gọi là bộ ba Samter, bao gồm hen suyễn nặng hơn với aspirin, phát ban da do aspirin và polyp mũi mãn tính.